# تجارت خانوادگی
تجارت خانوادگی یا کسب و کار خانوادگی، به سازمان‌های تجاری اطلاق می‌شود، که مالکیت اکثریت سهام آنها در اختیار اعضای یک خانواده باشد. تجارت‌های خانوادگی اغلب توسط نسل‌های مختلف یک خانواده مدیریت و راهبری می‌شوند. تجارت خانوادگی قدیمی‌ترین مدل سازمان‌های اقتصادی است. اغلب شرکت‌های خصوصی یا بنگاه‌های اقتصادی تحت کنترل تجارت‌های خانوادگی، قابل مطالعه نیستند و در بسیاری از موارد نیز نیازی به ارائه گزارش‌های مالی ندارند، از این رو تاکنون اطلاعات زیادی دربارهٔ عملکرد مالی آنها منتشر نشده است. نمونه‌هایی از شرکت‌های تحت مالکیت تجارت‌های خانوادگی شامل وال‌مارت، کارگیل، گروه تاتا، صنایع کوک و سامسونگ می‌باشند.